# Roriz (Barcelos)
Roriz es una freguesia portuguesa situada en el municipio de Barcelos. Según el censo de 2021, tiene una población de 2021 habitantes.